# Pietro Annoni
Pietro Annoni (Milà, 14 de desembre de 1886 - Milà, 19 d'abril de 1960) va ser un remer italià que va competir a començaments del segle xx.
El 1920 va prendre part en els Jocs Olímpics d'Anvers, on guanyà la medalla de plata en la competició del doble scull del programa de rem, formant equip amb Erminio Dones.
El 1912 guanyà el Campionat d'Europa de rem de doble scull. Entre 1935 i 1936 fou president de l'AC Milan.